# Méasnes
Méasnes település Franciaországban, Creuse megyében. Lakosainak száma 525 fő (2022. január 1.). Méasnes Lourdoueix-Saint-Pierre, Nouzerolles, Aigurande, Lourdoueix-Saint-Michel, Montchevrier és Orsennes községekkel határos.

## Népesség
A település népességének változása:
| Lakosok száma | 834  | 705  | 668  | 599  | 564  | 552  | 544  | 530  | 527  | 525  |
|               | 1968 | 1982 | 1990 | 2006 | 2013 | 2015 | 2017 | 2019 | 2020 | 2022 |